# Chapelle Notre-Dame-des-Victoires de Chausey
La chapelle Notre-Dame-des-Victoires de Chausey est un édifice catholique situé sur la Grande-Île de Chausey, sur la commune de Granville dans le département de la Manche.
Elle relève pour le culte, de la paroisse Saint-Clément centrée à Granville.
Elle a été édifiée vers 1850, à l'époque où 500 carriers habitaient l'archipel.

## Les vitraux d'Yves de Saint-Front
La chapelle est éclairée par six baies vitrées et un oculus commandés en 1959 par l'abbé André Delaby, dernier curé de l'île. Ils sont réalisés en dalle de verre sur ciment en 1967 par frère Hugues Rettel de l'atelier monastique de Saint-Benoit-sur-Loire dans le Loiret et Yves Durand de Saint-Front, fils du peintre navigateur Marin-Marie qui avait une maison à Chausey. Tous les vitraux ont pour thème la pêche et la mer (ou l'eau) :
les quatre apôtres pêcheurs du lac de Tibériade : 
- André et Pierre, Jean et Jacques
- La multiplication des poissons (prédication à Tibériade)
- La Vierge à l'Enfant
- Retour de pêche à Chausey
- Le baptême du Christ
- Le baptême d'un navire à Chausey
- Pierre tentant de marcher sur le lac
- La pêche miraculeuse
- Le Christ en gloire parmi 24 rois
- Prédication dans une barque
- Symbole eucharistique et trois oiseaux marins pour l'oculus

Par ailleurs, Yves de Saint-Front est également l'auteur des vitraux de l'église de Vezins à Isigny-le-Buat.

## Mobilier
L'autel de la chapelle date de la première moitié du XVIIIe siècle, racheté par Louis Renault, provient de l'ancienne chapelle du couvent des Cordeliers de Granville. Son tombeau est orné d'un Christ gisant et de deux têtes de chérubins. Il est inscrit comme monument historique au titre d'objet depuis 1992.
La chapelle de Chausey abrite également des statues de sainte Anne et saint Benoît et deux maquettes de voiliers offertes en ex-voto, dont un trois-mâts symbolique de la pêche morutière à Terre-Neuve.

## Galerie

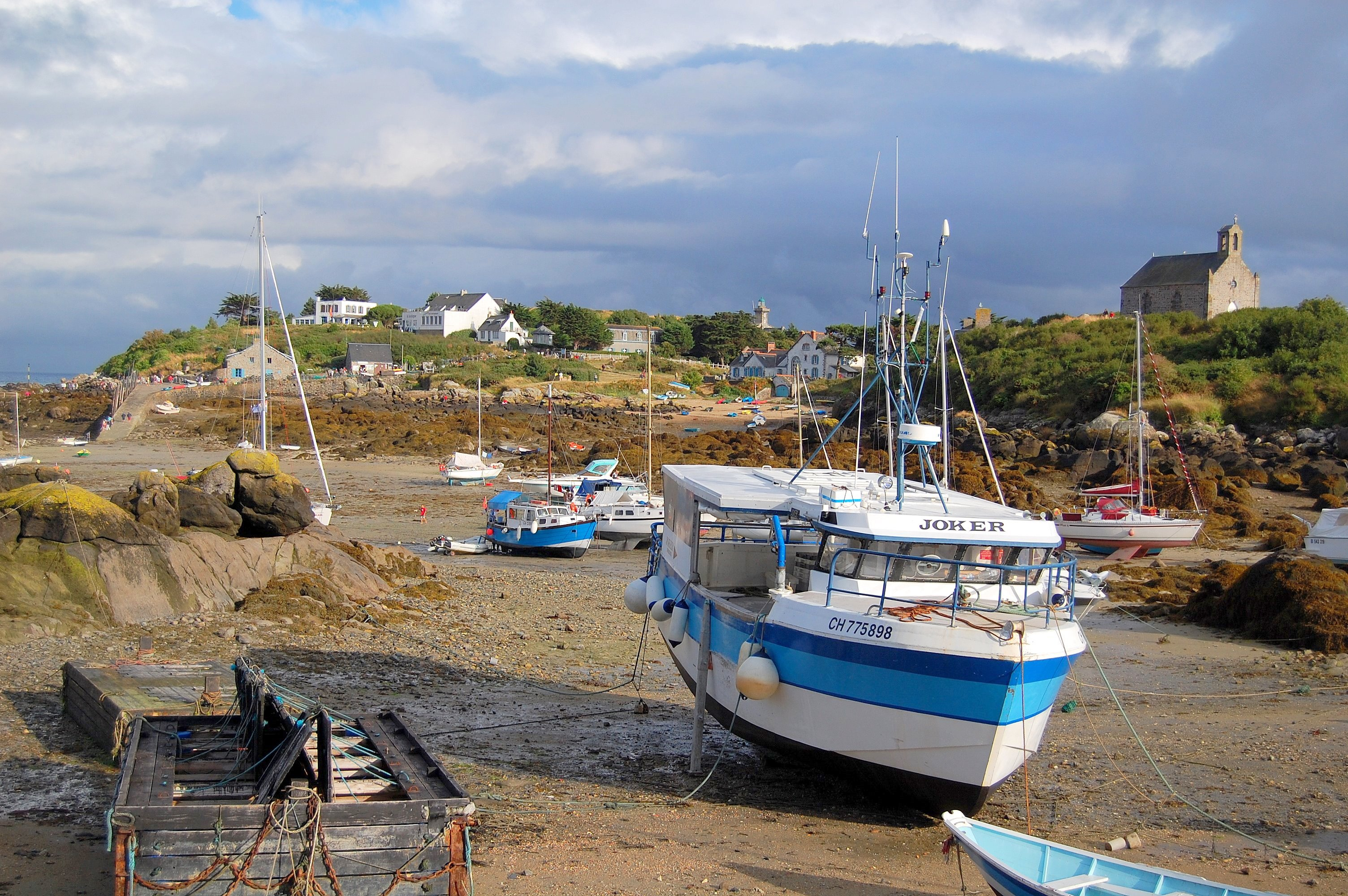
Vue de la principale zone d'échouage à l'est de la Grande Île avec, en arrière-plan, la cale, l'hôtel et la chapelle Notre-Dame-des-Victoires.
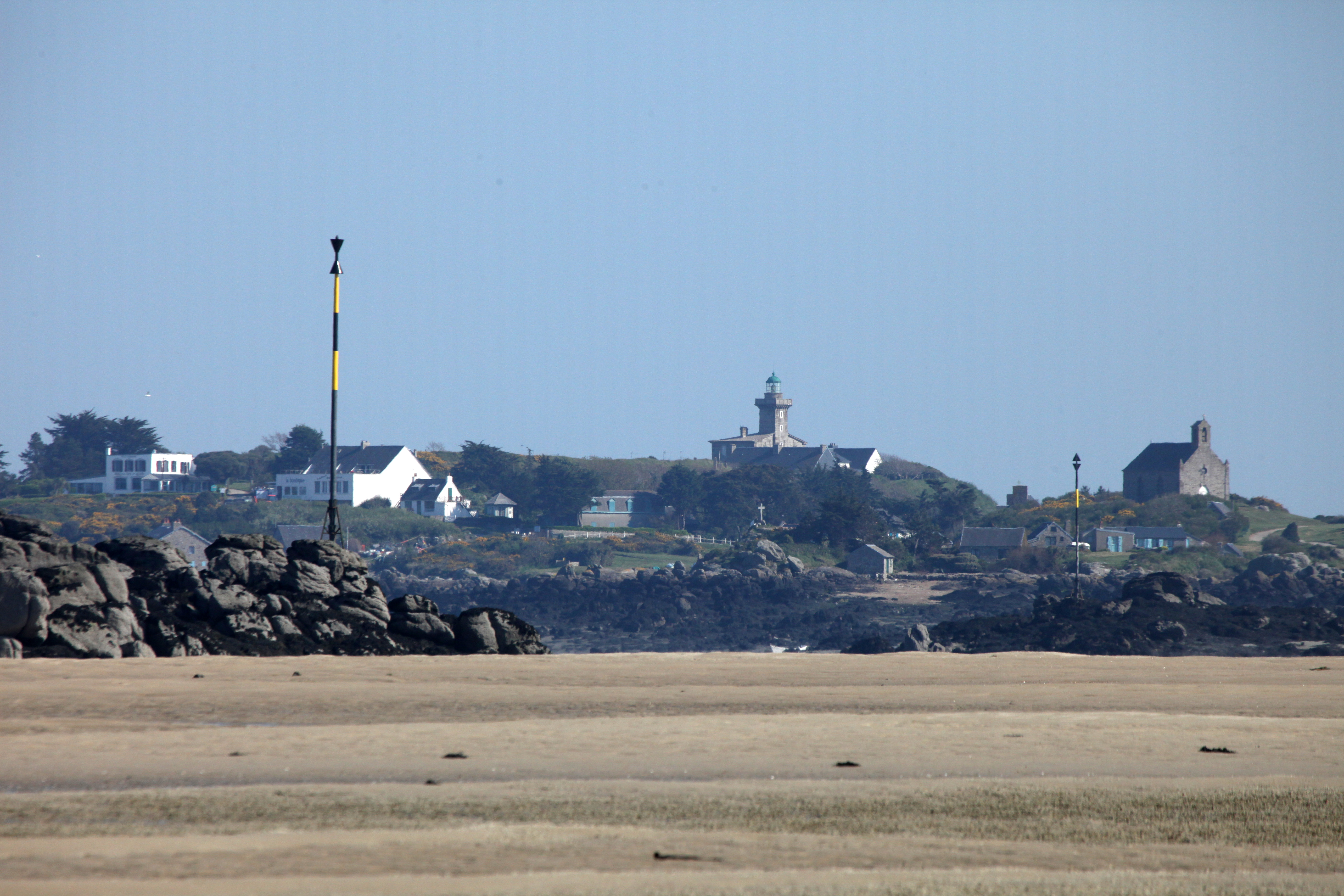
La Grande Île de Chausey vue du sound avec la chapelle Notre-Dame-des-Victoires à droite.
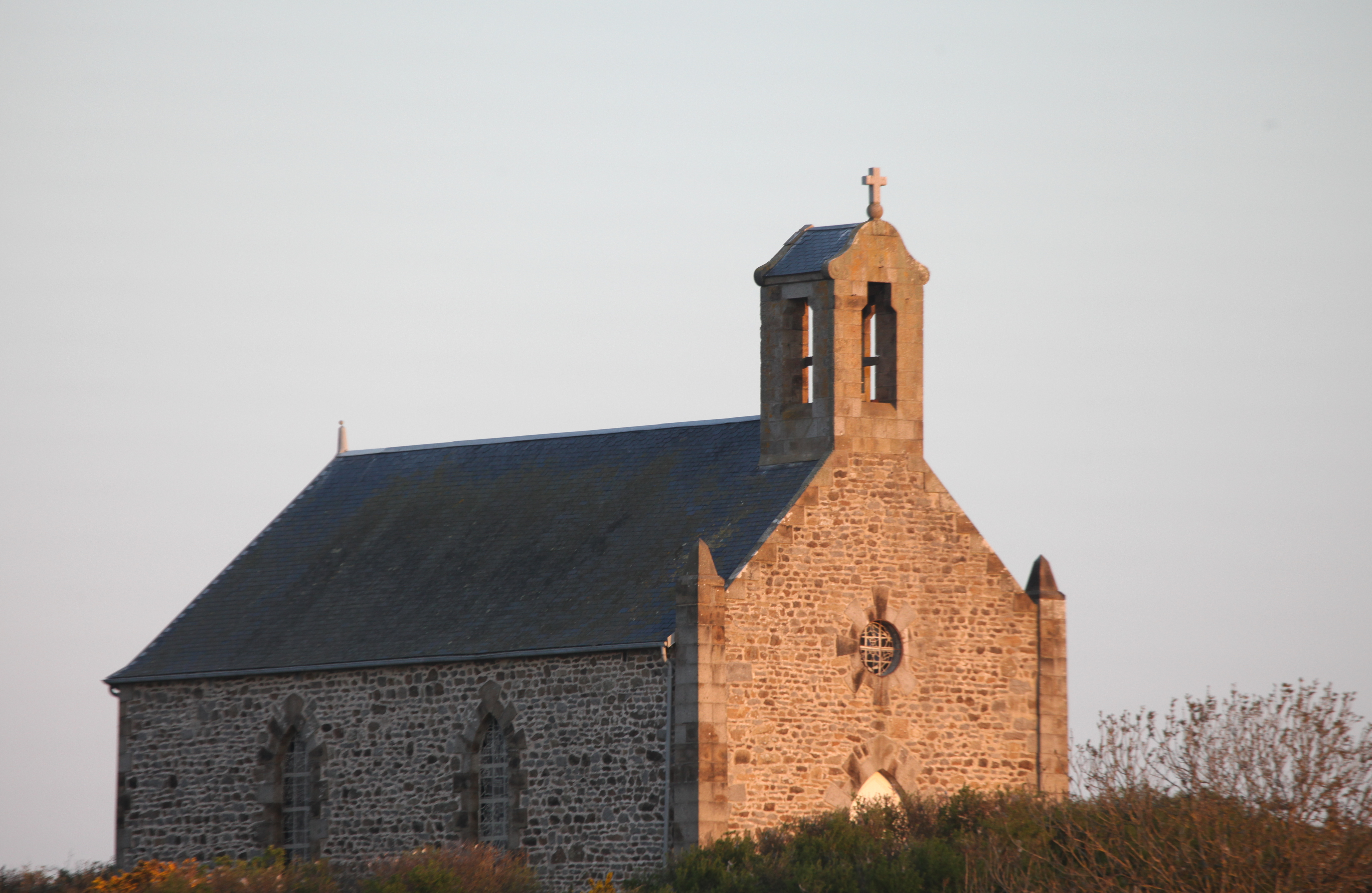
La chapelle face au soleil couchant.
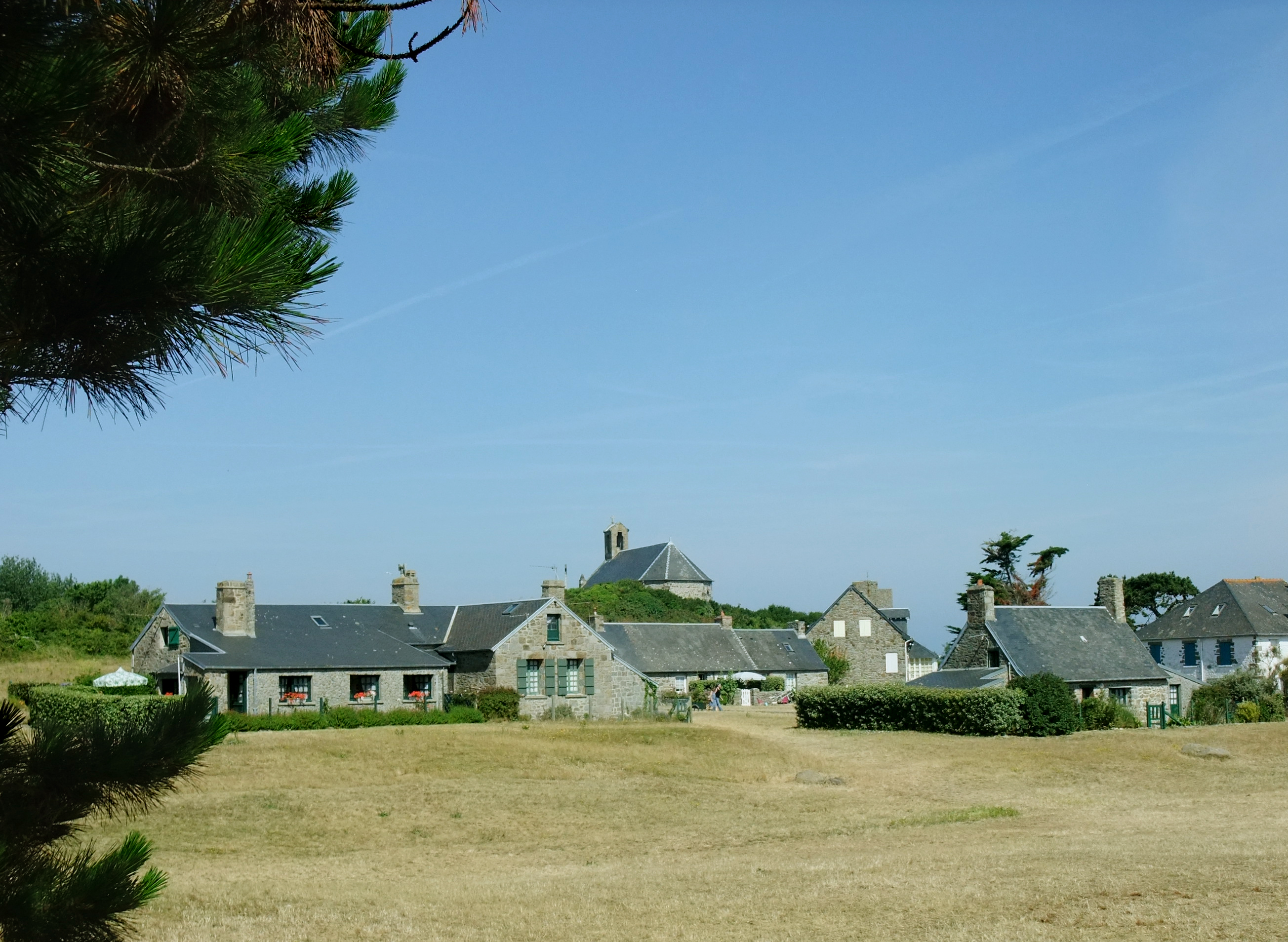
La chapelle Notre-Dame-des-Victoires dominant les habitations.
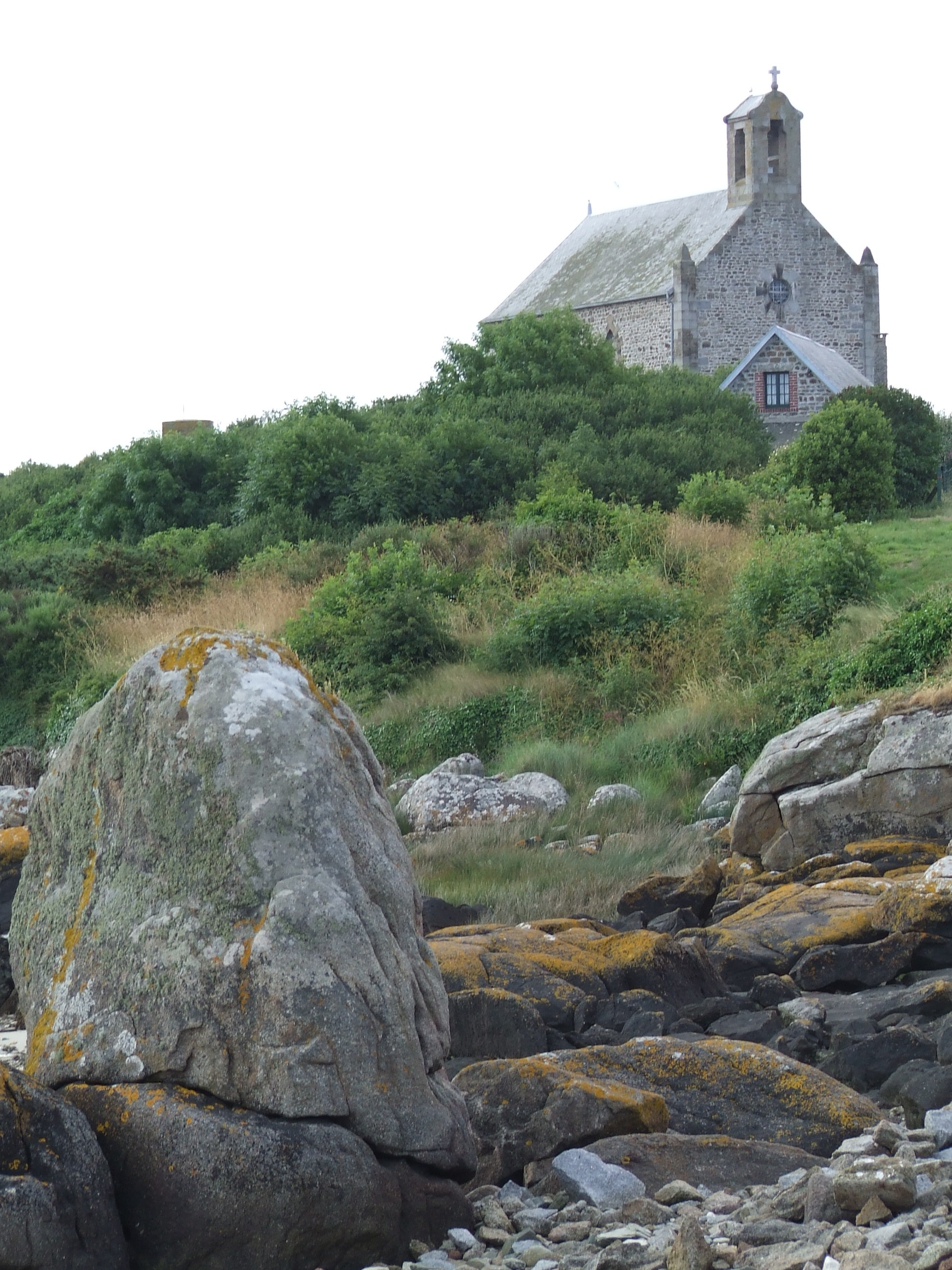
La chapelle est proche du rivage.
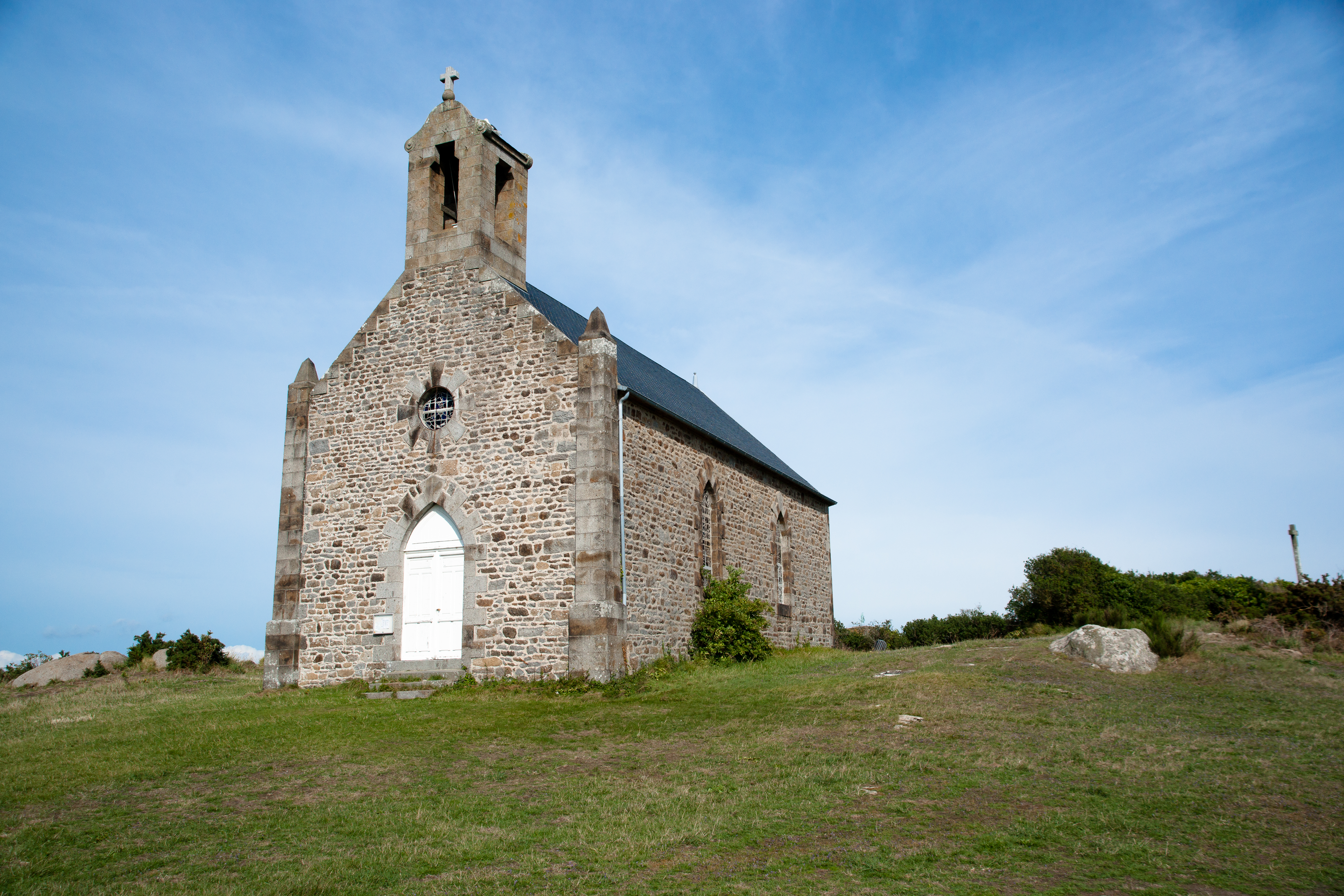
La chapelle est entourée d’herbages.